# 원흥균
원흥균(元興均, 1907년 7월 13일~1997년 5월 17일)은 대한민국의 교육자이다.
경성제일고등보통학교에서 철학과와 법학과를 전공한 원흥균은 1934년 교육자로서 입문한 이후 강릉사범학교 교장(현 강릉원주대학교 총장), 서울교육대학 학장(현 서울교육대학교 총장), 세종대학교 총장 등을 역임한 이력이 있다.

## 생애
원흥균은 경성제일고등보통학교를 졸업하고, 경성제국대학 예과에 입학했다가, 같은 대학 철학과를 1931년 졸업하고, 다시 1934년에 법학과를 졸업했다. 이후 1969년, 건국대학교에서는 명예문학박사 학위를 수여받은 바 있다.
원흥균은 1934년이후 교육계에 입문하여, 평양 숭인상업고등학교 교사직을 시작으로, 전주여자고등학교, 덕성여자고등학교 등에서 교사로 근무하였고, 광복 후 강릉여자고등학교, 강릉사범학교,  용산고등학교, 선린상업고등학교, 경기고등학교, 서울대학교 사범대학 부설고등학교 등에서 교장을 지냈다. 또, 1968년에 서울교육대학 학장을, 1987년에 세종대학 학장과, 1년 후 종합대학으로 승격한 세종대학교에서 초대 총장 직무를 수행했다.  
원흥균은 생애 시청각 교육의 개선을 위해 힘썼으며, 시청각교육신문을 창간하고, 일부는 무상으로 발간하여 교육현장의 교육의 질을 개선했다는 평가를 받는다. 말년에는 노인교육에 힘써, 1976년부터 1986년까지 퇴임교직원 모임인 대한삼락회 회장을 지내면서 “노인대학” 사업을 단체 역점 사업으로 추진하기도 한다. 1988년 세종대학교 재단 민주화 요구로 인해 자진 퇴임한 경력을 끝으로 지내다가, 1997년 5월 17일 당시 서울 중앙병원인 서울 아산병원에서 노환으로 사망했다. 국민교육에 끼친 공로가 크다하여, 1960년 1월 1일, 홍조근정훈장 등을 수여받은 사실이 있다.

## 약력
- 1946년 ~ 1947년 강릉사범학교 교장
- 1954년 ~ 1957년 서울사범학교 교장
- 덕수상업고등학교 교장
- 1963년 ~ 1964년 경기고등학교 교장
- 서울대학교 사범대학 부설고등학교 교장
- 1968년 ~ 1972년 서울교육대학 학장
- 1969년 ~ 1970년 국제라이온스협회 한국라이온스 서울클럽 총재[4]
- 1976년 ~ 1986년 대한삼락회 회장
- 대한노인회 부회장[5]
- 1987년 ~ 1988년 세종대학 학장
- 1988년 ~ 1988년 세종대학교 총장

## 학력
- 경성제일고등보통학교 졸업
- 경성제국대학교 철학과 / 법문학부 법학과 졸업

## 학위
- 경성제국대학교 학사
- 건국대학교 명예문학박사

## 저서
- 신교육학, 1949년, 서울 : 新韓圖書印刷
- 시청각교육, 1960년, 서울 : 視聽覺敎育社

## 참고 자료
- 한국민족대백과사전 (원흥균)
- 서울교육대학교 역대총장
- 한국교육삼락회총연합회 연혁 보관됨 2021-03-04 - 웨이백 머신
- 강릉원주대학교 역대 교장/학장/총장